# Józef Gawliczek
Józef Gawliczek (* 29. Januar 1939 in Mszana) ist ein ehemaliger polnischer Radsportler.

## Sportliche Laufbahn
Der 1,63 Meter große Gawliczek begann mit dem Radsport im Verein LZS Czernica. Er gehörte dem Verein von 1958 bis 1973 an. Gawliczek profilierte sich international als Etappenfahrer und war einer der erfolgreichsten Amateur-Rundfahrer der 1960er Jahre. Seine größte Stärke lag im Bergfahren. Seinen ersten bedeutenden Erfolg hatte er 1960 mit dem Gewinn des Skopenko-Memorials, einer Etappenfahrt zwischen Polen und der Ukraine. 1961 beendete er die Tour de l’Avenir als 11.,1966 wurde er 6. der Tour. 1963 wurde er 17. und zugleich Bergkönig der Internationalen Friedensfahrt, die er viermal bestritt. Ebenfalls 1963 siegte er bei der Serbien-Rundfahrt. 1964 gewann er eine Etappe der Tour de l’Avenir 1961 und war damit bester polnischer Fahrer. 1965 holte er den Gesamtsieg in der Rumänien-Rundfahrt. 1966 folgte der Gewinn der Großbritannien-Rundfahrt, wo er auch die Bergwertung für sich entschied, sowie auch die Polen-Rundfahrt gewinnen konnte. Dreimal (1966, 1968, 1969) war er polnischer Bergmeister, bei den polnischen Meisterschaften im Straßenrennen belegte er zweimal den dritten Platz. An den UCI-Weltmeisterschaften nahm er dreimal im Straßenrennen teil (beste Platzierung 1966 als 22.). Er bestritt bis 1971 noch weitere Rundfahrten, konnte auch Etappensiege verzeichnen, beendete aber 1972 nach der Polen-Rundfahrt seine internationale Laufbahn. Ein Jahr später hörte er ganz mit dem Radsport auf. Seine Fähigkeiten am Berg brachten ihm in seiner Heimat den Namen „Polens Bahamontes“ ein.

## Berufliches
Gawliczek hat eine Schlosserlehre absolviert. Von 2001 bis 2007 war er in der Kommunalpolitik von Rybnik in verschiedenen Funktionen tätig. Zeitweilig war er in der Radsportakademie von Krakau als Vize-Präsident aktiv.